# Hatzenport
Hatzenport est une municipalité du Verbandsgemeinde Untermosel, dans l'arrondissement de Mayen-Coblence, en Rhénanie-Palatinat, dans l'ouest de l'Allemagne.

## Liens externes

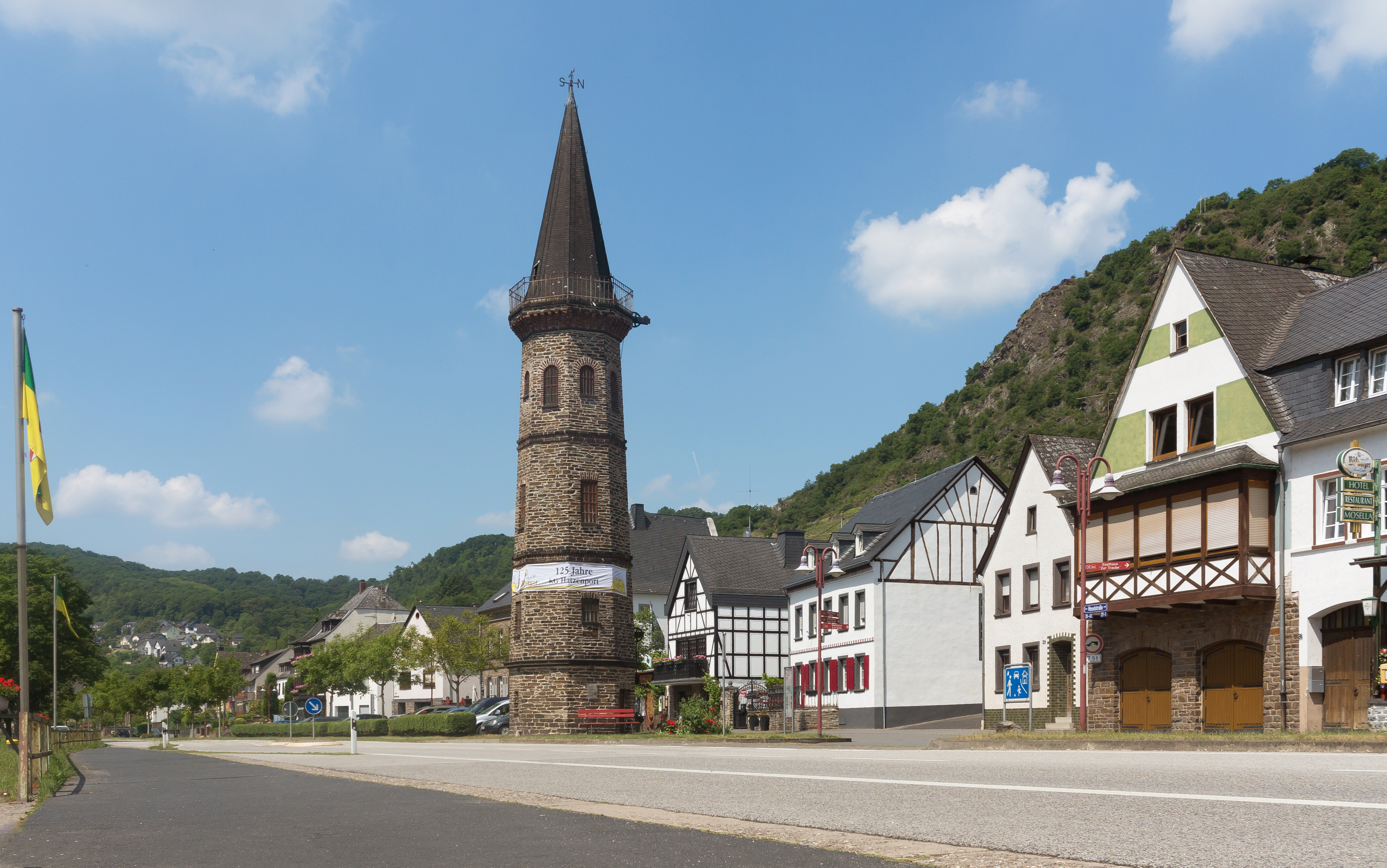
Hatzenport, la tour de ferry